# Co-channel
Co-channel is een manier om met meerdere zenders tegelijk op dezelfde frequentie uit te zenden.
Dit systeem wordt onder andere toegepast om in een gebied dat te groot is voor één zender toch bereik te hebben. Voordat C2000 kwam, werd dit systeem vaak gebruikt voor alarmeringsdoeleinden bij de brandweer en dergelijke.
Co-channel werkt alleen goed, wanneer de audio die aan alle zenders wordt aangeboden in fase is, zodat in de overgangsgebieden tussen twee (of meer) zenders geen te grote vervorming optreedt.
Verder mag het frequentieverschil tussen de zenders niet te groot zijn, want dan is een interferentietoon hoorbaar. Is het frequentieverschil te klein, dan kunnen er korte momenten zijn waarop niets hoorbaar is. In de praktijk is een frequentieverschil van 6 Hz tot 20 Hz de norm.